# Ендрю Джексон

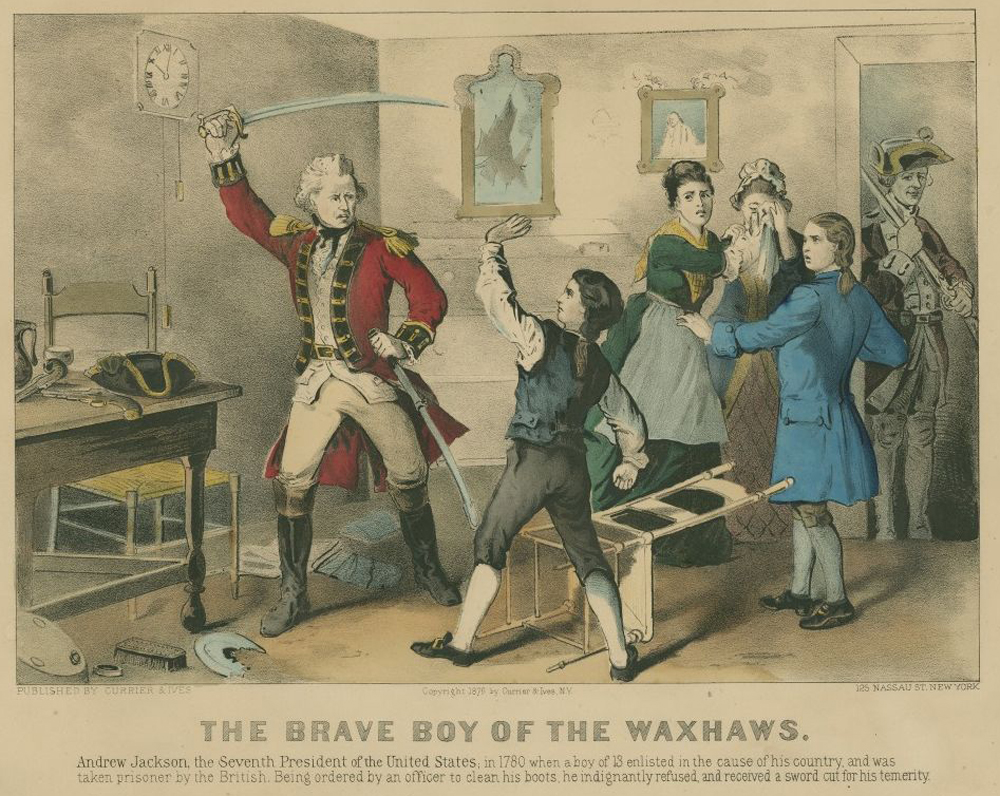
«Хоробрий хлопчик із Ваксхоу» – літографія Кюр’є та Айвза 1876 року, що зображує молодого Ендрю Джексона, який захищається від британського офіцера під час американської війни за незалежність.

Е́ндрю Дже́ксон (англ. Andrew Jackson; 15 березня 1767 — 8 червня 1845) — сьомий президент США. Перший президент США від Демократичної партії; його вважають одним з її засновників.
Ендрю Джексон був генералом, героєм війни 1812 року. Командував американським військом у Першій семінольській війні. Обирався до Палати представників і Сенату США. Походив з порубіжної родини, вважався представником зміцнілого демократичного настрою на Півдні і Заході. Обраний президентом у 1828 році й переобраний 1832 року.

## Біографія
Ендрю Джексон мав шотландське та ірландське походження. Батьки майбутнього президента Ендрю й Елізабет емігрували до США з Ірландії за два роки до народження сина. Разом з ними до Нового Світу вирушили двоє старших синів — Г'ю і Роберт. Родина оселилася в містечку Воксхоу за 160 миль від Чарлстона, де придбала близько 200 акрів землі. Ендрю-старший протягом двох років хотів створити ферму, але в січні 1767-го несподівано помер, не дочекавшись народження сина — Ендрю-молодший з'явився на світ за два місяці після смерті батька.
Під час багатої на пригоди юності, коли в ході війни за незалежність від Великої Британії був разом з братом Робертом захоплений англійцями, пройшов через знущання та катування. Коли Ендрю відмовився чистити чоботи британського офіцера, той рубав його шаблею, залишаючи шрами на лівій руці та голові, а також інтенсивну ненависть до британців. Двох братів утримували як ув'язнених, заразили натуральною віспою, вони до того ж ще й сильно потерпали від голоду. Роберт помер, а Ендрю вижив.
Став адвокатом в Південній Кароліні. Свою майбутню дружину Рейчел Донсон зустрів 1787 року в місті Нешвіл, вона була дружиною чоловіка на прізвище Робардс. Після чергового скандалу з чоловіком Рейчел зважилася на втечу з Ендрю до іншого міста, де жили її брати. Ендрю та Рейчел взяли шлюб у серпні 1791 року. Цікаво, що офіційний документ про розірвання шлюбу з Робардсом прийшов тільки через два роки. Згодом Джексон 13 разів бився на дуелях, у більшості з яких «захищав честь» дружини.
У 1788 році Джексона призначили прокурором на території Теннессі. Коли Теннессі долучилася до Сполучених Штатів, Джексон брав участь у складанні основних законів нового штату (1796), потім був його представником у Конгресі. У 1798 році його призначили суддею Верховного суду Теннессі, де він служив до 1804 року.
Джексон був призначеним командиром міліції Теннессі в 1801 році в званні полковника.
Під час війни 1812 році Текумсе підбурив індіанські племена крік північної Алабами й Джорджії напасти на білі поселення. Чотириста поселенців загинуло в різанині біля Форту Мімз. Почалася Війна кріків, у якій Джексон командував американськими силами, які включали міліцію Теннессі, американську армію, індіанські племена черокі, чоктав, південні крік. У 1814 році Джексон розбив індіанців і прогнав їх у Флориду. Коли англійці стали загрожувати Новому Орлеану, Джексон очолив війська й розбив противника (8 січня 1815 р.).
У 1821 році Джексон став першим військовим губернатором відступленої іспанцями Флориди.

## Вибори президента 1824
За версією енциклопедії Britannica, вибори між Джоном Квінсі Адамсом та Ендрю Джексоном 1824 року стали одними з п'яти найбільш непередбачуваних в історії США.
На виборах Президента США 1824 року Джексон здобув мінімальну більшість голосів у системі Колегії виборщиків США, але не отримав абсолютної. Тому єдиний раз в історії США за президента голосувала Палата представників США, як передбачено Дванадцятою поправкою до Конституції США. Президентом тоді став Джон Квінсі Адамс.

## Президентство
У 1828 році, після закінчення каденції Адамса, Джексон повторно балотувався в президенти США та був обраний від Демократичної партії.
Під час передвиборної кампанії 1828 року преса згадала про минуле його дружини. Рейчел Донсон Джексон тоді вже було 61 рік. Жінка важко переживала події, і в неї стався інфаркт. Через три тижні після інавгурації Ендрю вона померла. Джон Квінсі Адамс не мав жодного стосунку до гоніння в пресі, проте Джексон вважав, що дружині вкоротили віку його політичні суперники, і ніколи їм цього не пробачив.
За часів президентства Джексона США встановили загальне виборче право для кожного білого дорослого чоловіка, незалежно від доходу й статусу.
Влітку 1832 року в Південній Кароліні спалахнув заколот, спрямований проти митного тарифу, що погрожував міцності Союзу. Саме тоді вдруге обраний президентом Джексон став готувати війська, щоб примусити Південну Кароліну до покори. Громадянської війни вдалося уникнути завдяки зниженню тарифу. Нові ускладнення викликало питання щодо продовження привілеїв Банку Сполучених Штатів. Джексон наклав вето на постанову конгресу в цій справі, наслідком чого була ліквідація банку й численних приватних кредитних установ, які наводнили ринок своїми паперами, що стало головною причиною економічної кризи 1837 року. У зовнішній політиці Джексону вдалося підтримувати дружні відносини з Великою Британією.
За своєю політичною суттю сьомий президент США був лібертаріанцем. Ця політична філософія ґрунтується на двох важливих тезах: усі відносини діляться на добровільні та примусові; усі види добровільних контрактів мають бути дозволені, а всі види насилля й примусу викорінюватися. Своєю діяльністю Джексон намагався мінімізувати втручання держави в економіку та політику.

## Смерть
Існує легенда, що коли Джексона перед смертю запитали, що той вважає своїм найбільшим досягненням, він, не замислюючись, відповів: «Я вбив Банк»; або що ці слова були висічені на його надгробку. Підтверджень не було знайдено, однак у 1832 році він дійсно говорив щось таке: «Цей банк… намагається вбити мене, але я уб'ю його [першим]».
Помер 8 червня 1848 року в Нашвіллі, штат Теннессі, у віці 78 років, похований в Ермітажі поблизу Нешвілла.

## Джексон на грошових знаках
Ендрю Джексон зображений на сучасній американській банкноті у 20 доларів, на монеті номіналом 1 долар.
Раніше його зображення прикрашало банкноти різних номіналів: 5, 10, 50 та 10 000 доларів, а також банкноту Конфедерації під час Громадянської війни у США номіналом 1000 доларів.

## Цікаві факти
- 1829 року, коли Джексон став президентом, зовнішній борг Сполучених Штатів становив 58 мільйонів доларів. Протягом шести років, блокуючи всі видатки, які тільки міг, він домігся скорочення боргу до нуля. Це був перший і останній рік, коли США виплатили весь свій зовнішній борг[10].
- Джексон був прихильником рабовласницької системи, а також підтримував виселення індіанців.
- Ліквідував Другий банк США.
- Перший президент США протестант-пресвітеріанець.
- 30 січня 1835 року божевільний Річард Лоуренс здійснив невдалий замах на Джексона.
- Джексон був першим президентом США, який вирушив у передвиборну поїздку країною.[11]
- Перший президент США, який мав змішане шотландське та ірландське походження.
- Джексон був президентом дві каденції поспіль з 1829 до 1837 рік, після нього аж до 1869 року, коли господарем Білого дому став Грант, ніхто не міг похизуватись таким досягненням. Окрім того, протягом 40 років (з 1829-го по 1869-й) тільки три президенти змогли виграти вибори двічі: Джексон, Лінкольн та Грант.